# Neu-Moresnet
Neu-Moresnet est une localité ainsi qu'une section de la commune belge de La Calamine située en Région wallonne dans la province de Liège. C'était une commune à part entière avant la fusion des communes de 1977.
Elle fait partie de la Communauté germanophone, la langue officielle y est l'allemand.
Cette localité était précédemment connue sous le nom de Moresnet-Prusse (de 1816 à 1920).

## Évolution démographique
- Sources : INS, Rem. : 1930 jusqu'en 1970 = recensements, 1976 = nombre d'habitants au 31 décembre.

## Histoire
Moresnet est mentionné pour la première fois en l’an 888, lorsque le futur empereur Arnulf de Carinthie attribue les fiefs de Marsna (Moresnet), Geminis (Gemmenich) et Hasna (peut-être Astenet)  à l’église Notre-Dame d’Aix-la-Chapelle. En 1651, l’empereur Philippe IV vend la seigneurie de Moresnet à Johann Karl von Donrath – Dobbelstein, seigneur d’Eyneburg ; sa famille conservera le bien jusqu’en 1786.
À l’époque autrichienne, deux communes existent côte à côte : Moresnet et Kelmis / Kelmes (La Calamine). Le nom de cette dernière provient du minerai de zinc (calamine) extrait à cet endroit depuis des siècles. Le centre de l’ancienne commune de Kelmis / La Calamine est la Chapelle Saint-Roch (probablement érigée vers le début du 17e siècle), qui se trouve aujourd’hui sur le territoire de Neu-Moresnet. Juridiquement et administrativement, ces deux communes font partie du Ban de Montzen, une division de l’ancien duché de Limbourg. 
À la suite de l’invasion française et de l’annexion à la République, les communes de La Calamine et de Moresnet sont réunies au sein de la « Mairie de Moresnet »  administrée à partir de 1802 par Arnold von Lasaulx, dont la famille possède le château d’Alensberg à Moresnet. 
Après la défaite de Napoléon, la présence de la mine de zinc de la « Vieille Montagne » sur la commune unifiée suscite les convoitises. La Prusse et la Hollande revendiquent le territoire, et la commune finit, à la suite d'un compromis signé à Aix-la-Chapelle en juin 1816, par être séparée en trois parties, hollandaise (puis belge à partir de 1830) à l’ouest, prussienne à l’est, et neutre au centre. La partie de Moresnet rattachée au royaume de Prusse est dorénavant dénommée « Preussich-Moresnet » (Moresnet-Prusse). Cependant, c’est Arnold Von Lasaulx qui continue à administrer les communes de Moresnet-Prusse et Moresnet-Neutre jusque 1850. Ensuite, les deux communes ont des administrations différentes, mais cette séparation est assez artificielle pour les habitants : par exemple, les riverains de la route Liège-Aix-la-Chapelle sont d’un côté prussiens et de l’autre « neutres». 
Après la défaite de l’Allemagne en 1918 et le traité de Versailles, la région des « Cantons de l’Est » est attribuée à la Belgique. Moresnet « neutre » devient La Calamine, et Moresnet « Prusse » devient Neu-Moresnet. Les deux communes sont rattachées au Reich allemand juste après l’invasion nazie en 1940, puis sont libérées par l’armée américaine et rendues à la Belgique. Depuis la fusion des communes de 1977, elles font à nouveau partie d’une même commune, dénommée la Calamine, qui comprend également Hergenrath.
Ces localités ne doivent pas être confondues avec la partie ouest de l'ancienne "Mairie de Moresnet" (telle qu'elle existait sous le régime français), également dénommée Moresnet, qui, devenue hollandaise en 1815 puis belge en 1830, a été incorporée à Plombières à la suite de la fusion des communes de 1977.

## Patrimoine
- La Chapelle Saint-Roch, mentionnée dès 1646.